# Cmentarz prawosławny w Łowiczu
Cmentarz prawosławny w Łowiczu – prawosławna nekropolia w Łowiczu, przy ulicy Listopadowej 6.

## Historia
Cmentarz został założony w 1820 jako katolicki; jest najstarszym cmentarzem na terenie Łowicza. Od 1836 administrowany był przez wspólnotę prawosławną. Do 1914 pochowano na nim ponad 3000 osób. Po odzyskaniu niepodległości przez Polskę cmentarz – mimo likwidacji miejscowej parafii prawosławnej i zamknięcia cerkwi – nadal pozostawał czynny, jednak większość nagrobków uległa zniszczeniu (przetrwało kilkadziesiąt). Ostatni pochówek miał miejsce w 2000.

## Galeria

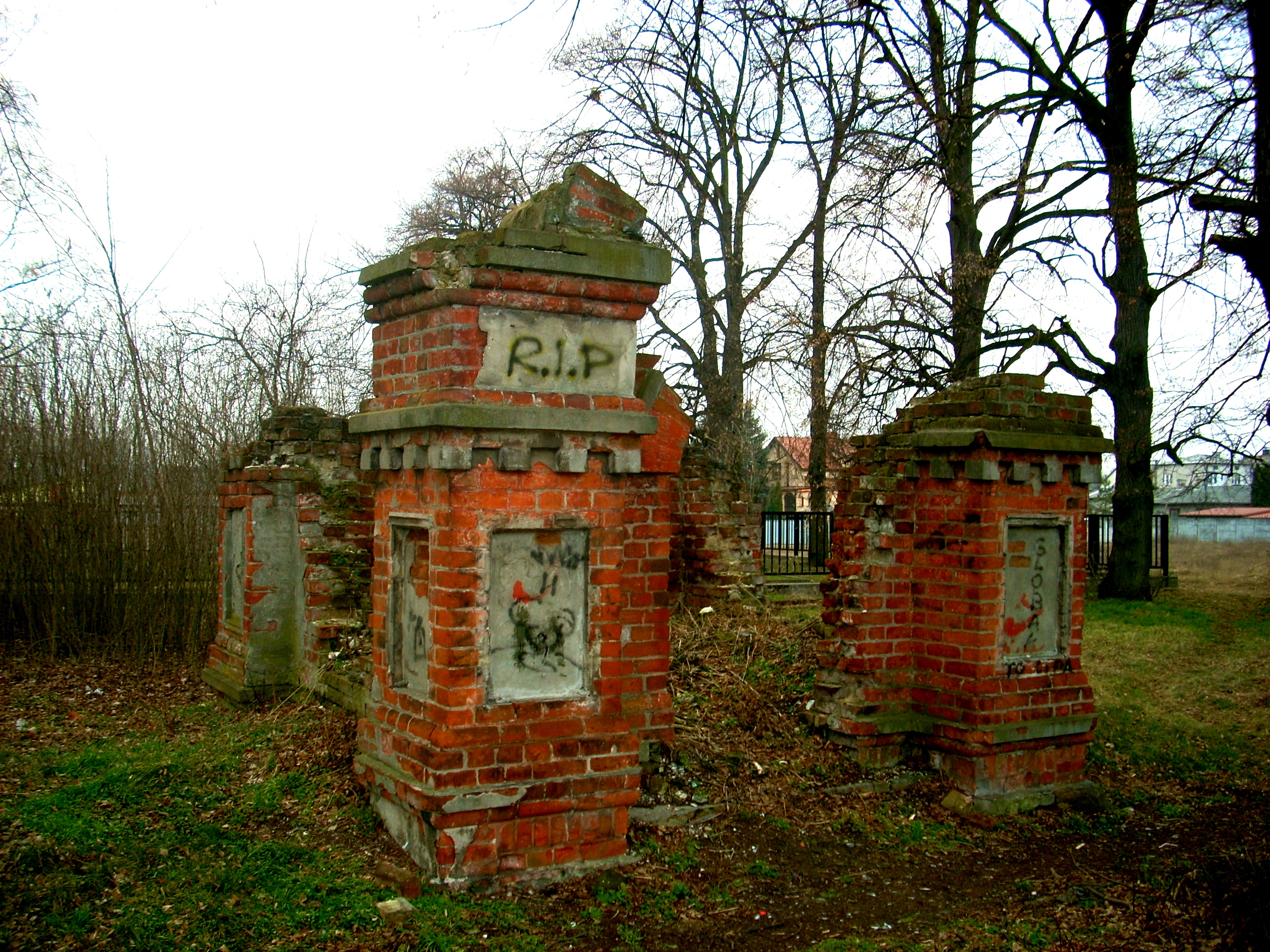
Ruiny kaplicy cmentarnej
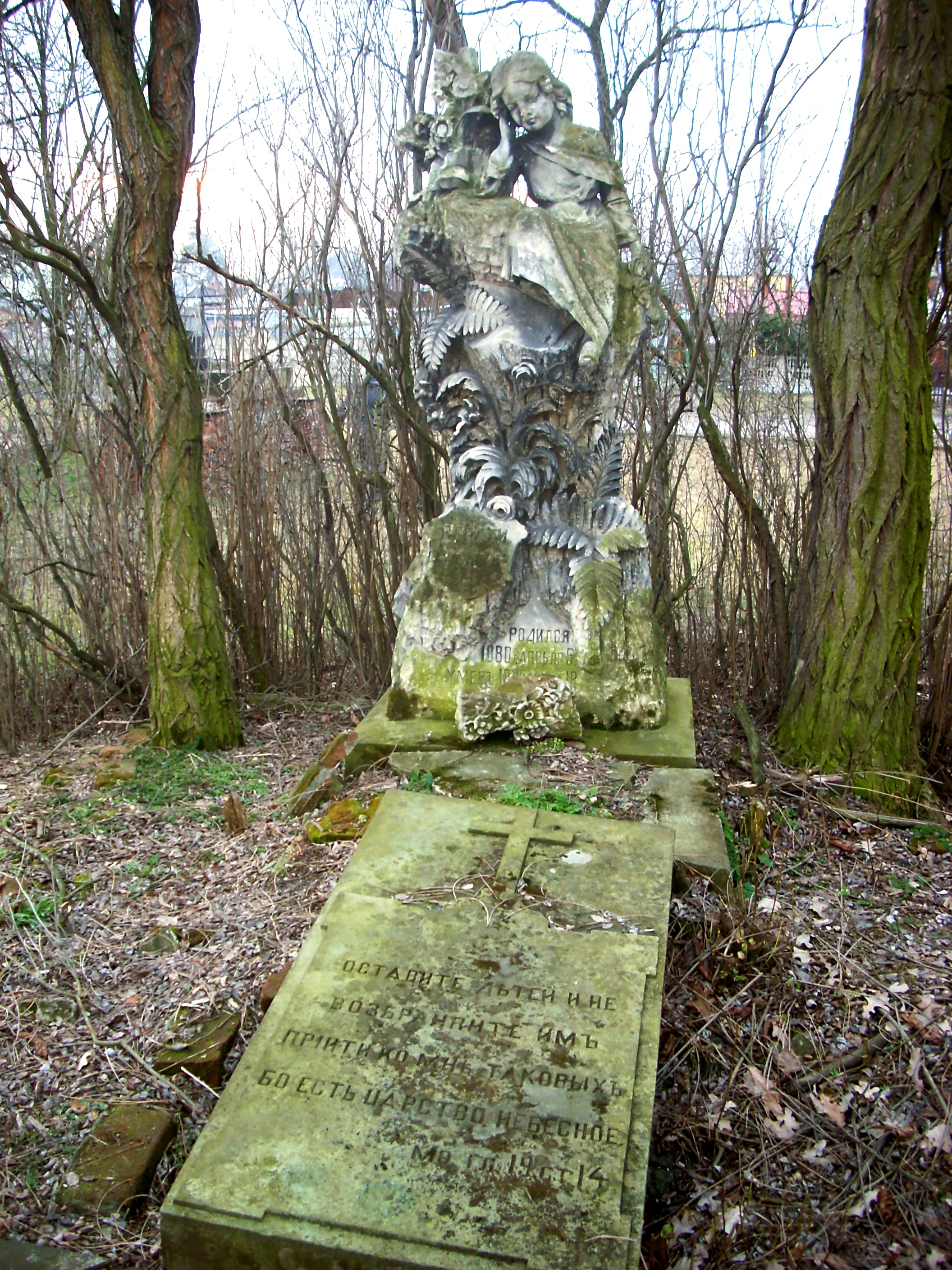
XIX-wieczny nagrobek dziecięcy
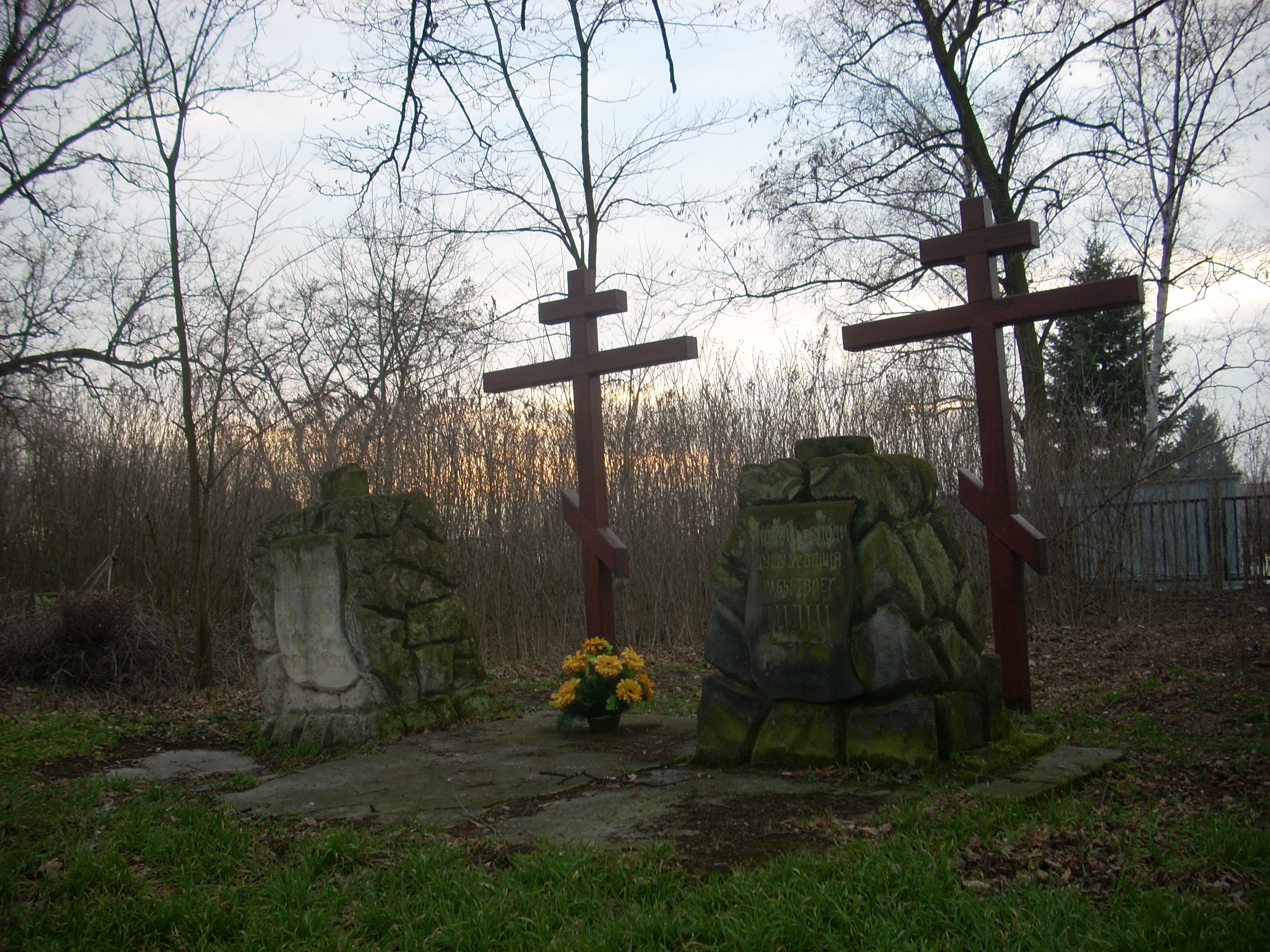
Grób Wieniamina Skworcowa, proboszcza parafii prawosławnej w Łowiczu, i jego małżonki Lidii